# 박지원 (음악가)
박지원(1973년 4월 10일~)은 대한민국의 가수, 음악가, 작곡가, 작사가이며 1997년 초 불의의 교통사고를 당해 6개월 동안 입원하고 2년 동안 통원치료를 병행하는 등 사고 후유증을 겪으며 연예계에서 멀어졌으나  뒷날 작곡가(당시에는 본명인 박진형으로 활동)로 변신했다.

## 학력
- 현대고등학교
- 경원대학교 건축설비 학사
- 상명대학교 대학원 컴퓨터음악 석사

## 음반 작품

### 정규 앨범
- 《느낌만으로...》 (1995)
- 《My Melody》 (1995)